# 鉄騎隊
鉄騎隊（てっきたい、英: Ironside）は、清教徒革命（イングランド内戦）において、最初にオリバー・クロムウェルが指揮した騎兵隊に付けられたあだ名。クロムウェルが敵から「Old Ironsides（剛勇の人）」と呼ばれていたことに由来する。

## 経過
1642年8月に第一次イングランド内戦が始まった直後、クロムウェルが故郷ハンティンドンシャーで徴募した騎兵隊60人が始まりで、議会派の総司令官エセックス伯ロバート・デヴァルーの下に馳せ参じた彼は議会軍に身を投じた。この時から神と聖書を引き合いに出した説教を兵士に言い聞かせ、信仰を基礎に置いた結束を呼び掛けている。
10月23日のエッジヒルの戦いでの敗戦直後、クロムウェルは従兄で議会軍の大佐ジョン・ハムデンに「酒場の給仕や職人の軍隊で上流人士の騎士たちと戦を続けることは難しい。これからは信者の軍をつくらなければならない」と語った。王軍に対抗してノーフォーク、ケンブリッジシャーなど5州が連合した東部連合（後にハンティンドンシャー・リンカンシャーも加えて7州）にクロムウェルは手勢1,000名余を引き連れて参加、更なる資金・武器・兵員集めに奔走し騎兵隊を増やしつつ王党派の攻撃を防ぎ、1643年1月から4月に頻発した王党派の蜂起から東部連合を守り抜いた。
この連隊はクロムウェルが私財1,100から1,200ポンドを投じてつくった文字通り「宗教信者」の軍だった。冒涜の言、飲酒、乱暴、不信仰はこの隊では許されず、信仰に厚い人物なら出自を問わず士官に抜擢、良家の子弟以外は指揮官になれないという当時の伝統を破っていた。クロムウェルは「私は自分が何のために戦っているかを知り、自分が知るところのものを愛する粗末な朽葉色の服を着た隊長を大事と思う。いわゆる紳士と称するだけで、それ以上の何ものでもない人よりも」と発言、議会や他の軍人達に平民を士官に採用したことや再洗礼派信者と疑われた士官の信仰を問題にされた際、出自では「名誉と家柄のある方がいないため、平民であってもいないよりまし」と言い訳して切り抜け、信仰の内容については「たとえ彼が再洗礼派であるとしても、公共に奉仕出来なくなるのでしょうか。国家に忠実に奉仕する気があればそれで充分である」と弁明、個人の信仰を尊重し国家と宗教を分離して考えている。クロムウェルのこの方針でたとえ独立教徒であろうと再洗礼派であろうと、正直で真面目なキリスト教徒であれば誰でもこの連隊で用いられた。ピューリタンのジェントリ、ヨーマンが中心であった。
信仰は軍の団結心に役立ち、兵士達は携帯聖書をポケットに入れて戦場に臨み、自分達が選ばれた聖者とした意識は士気を高め、敵（王党派）に対する非妥協性は容易に屈服しない精神を育んだ。クロムウェルも連隊の精鋭化に尽力、厳しい訓練を課し馬と武器の手入れを欠かさず規律を守らせた。この団結心に基づきクロムウェルは新しい戦術を実行、戦列を崩さず一塊になって敵へ突撃、背後へ回っても戦列を整えて再突撃をかけた。反対に防戦で不利に追い込まれバラバラになってもすぐに結集、集団行動で攻撃も防御もこなせる精鋭部隊を作り上げた。また、信仰に目覚めた兵士達は会衆制を重視し軍は分離派の一派である独立派の拠点となったが、同時に急進派である別の分離派が入り込む余地も生まれ、後に長老派と独立派の抗争と並んで独立派と分離派も対立する構図が生まれていった。
1643年10月11日のウィンスビーの戦いでは「詩篇を歌い感謝しつつ」突撃し、リンカンシャーから王党を一掃した。1644年7月2日のマーストン・ムーアの戦いでもカンバーランド公ルパートの騎兵と直面し、潰走させて武名をあげた。戦後ルパートがクロムウェルを讃えて名付けた「Old Ironsides」が由来となり、彼の麾下騎兵隊は鉄騎隊と呼ばれた。後のニューモデル軍（新型軍あるいは新模範軍とも）の中核となり、議会派の勝利獲得に貢献した。日本では、この新型軍をも指して単に「鉄騎隊」と呼ぶことがある。